# Гибосориды
Гибосориды (лат. Hybosoridae) — сравнительно небольшое семейство насекомых из отряда жесткокрылых (Coleoptera). В ископаемом состоянии известно с верхней юры.

## Систематика
В семейство включают 5 подсемейств, в которых описано около 220 ныне живущих видов в составе 35 родов. Известно также 22 ископаемых вида.
- Anaides
- Antiochrus
- Apalonychus
- Araeotanypus
- Callosides
- Celaenochrous
- Chaetodus
- Coilodes
- Cretanaides
- Cretohybosorus
- Cryptogenius
- Daimothoracodes
- Dicraeodon
- Hapalonychoides
- Hybochaetodus
- Hybosoroides
- Hybosorus
- Hypseloderus
- Kuijtenous
- Liparochrus
- Metachaetodus
- Microphaeochroops
- Microphaeolodes
- Mimocoelodes
- Pachyplectrus
- Pantolasius
- Phaeochridius
- Phaeochroops
- Phaeochrous
- Phaeocroides
- Procoilodes
- Seleucosorus
- Totoia
- Tyrannasorus